# Кабаша (футбольный клуб)
«Каба́ша» — конголезский футбольный клуб из города Гома. Выступает в Линафут. Домашний стадион вмещает 2000 человек.

## Достижения
Кубок ДР Конго — 1 (2005)

## Выступления в Кубке конфедерации КАФ
Клуб выступил только один раз против футбольного клуба Согеа, из города Либревиль. Матчи произошли в 2006 году. Первый матч был сыгран в ничью. Второй матч был сыгран 0-2 в пользу Согеа.